# Club Atlético Central Córdoba (Frías)
El Club Atlético Central Córdoba o simplemente conocido como Central Córdoba, es un entidad deportiva de la ciudad de Frías, provincia de Santiago del Estero, Argentina. Fue fundado el 16 de noviembre de 1918. Su principal actividad es el fútbol y está afiliado a la Liga Cultural de Fútbol de Frías. Actualmente participa en el Torneo Regional Federal Amateur, la cuarta categoría del fútbol en Argentina.

## Instalaciones

### Estadio
El estadio Jorge Small se encuentra ubicado en la zona sur de la localidad santiagueña de Frías, a pocos metros de la ribera del río Albigasta, donde hay un único sector de la cancha que no cuenta con tribunas. Posee una capacidad de 5.000 espectadores, siendo este recinto con mayor capacidad de la Liga Cultural de Fútbol de Frías y uno de los más importante de la provincia por fuera de los estadios de la capital y alrededores.

## Rivalidades
Su principal rival es el Club Atlético Talleres, también de la misma ciudad y con quien disputa el Clásico de Frías.